# 愛川みう
愛川 みう（あいかわ みう、1988年12月24日 - ）は、日本の元AV女優。

## 略歴
2009年9月にAVデビュー。94cm・Hカップの巨乳の持ち主。

## 出演作品

### アダルトビデオ
2009年
- すごいカラダDEBUT（9月11日、アリスJAPAN）[1] ※デビュー作
- アクメを学習するカラダ（10月9日、アリスJAPAN）[1]
- 行列のできるカラダ（11月13日、アリスJAPAN）[1]
- 憧れの競泳水着インストラクター（12月11日、アリスJAPAN）[1]

2010年
- 極上オイルボディ（1月8日、アリスJAPAN）[1]
- 出会って5秒で合体（2月12日、アリスJAPAN）[1]

2011年
- 出会って即合体スペシャル 2（9月9日、アリスJAPAN）Blu-ray

### イメージビデオ
- Miu 愛川みう Hカップの美巨乳（2010年1月14日、グラッツコーポレーション）

## 書籍
- Bejean（ジーオーティー）2009年8月号
- 本当にデカップ Vol.5（ダイアプレス、2009年11月27日）4-924372-z08173-z101
- DVD マジ!（ゴッツ!増刊）Vol.19
- べっぴんDMM 2010年4月号